# Melese quadrina
Melese quadrina là một loài bướm đêm thuộc phân họ Arctiinae, họ Erebidae.